# Sturry
Sturry es una parroquia civil y un pueblo del distrito de Canterbury, en el condado de Kent (Inglaterra).

## Geografía
Según la Oficina Nacional de Estadística británica, Sturry tiene una superficie de 13,41 km².

## Demografía
Según el censo de 2001, Sturry tenía 6257 habitantes (48,01% varones, 51,99% mujeres) y una densidad de población de 466,59 hab/km². El 20,89% eran menores de 16 años, el 71,14% tenían entre 16 y 74 y el 7,98% eran mayores de 74. La media de edad era de 39,75 años. Del total de habitantes con 16 o más años, el 25,6% estaban solteros, el 57,96% casados y el 16,44% divorciados o viudos.
El 95,48% de los habitantes eran originarios del Reino Unido. El resto de países europeos englobaban al 1,92% de la población, mientras que el 2,61% había nacido en cualquier otro lugar. Según su grupo étnico, el 98,31% eran blancos, el 0,61% mestizos, el 0,51% asiáticos, el 0,29% negros, el 0,21% chinos y el 0,08% de cualquier otro. El cristianismo era profesado por el 79,83%, el budismo por el 0,11%, el hinduismo por el 0,21%, el judaísmo por el 0,06%, el islam por el 0,14%, el sijismo por el 0,18% y cualquier otra religión por el 0,22%. El 12,5% no eran religiosos y el 6,74% no marcaron ninguna opción en el censo.
2943habitantes eran económicamente activos, 2766 de ellos (93,99%) empleados y 177 (6,01%) desempleados. Había 2544 hogares con residentes, 74 vacíos y 3 eran alojamientos vacacionales o segundas residencias.